# Arthur Schoenflies

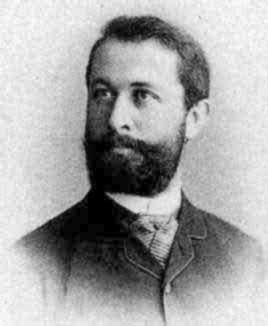
Arthur Schoenflies

Arthur Moritz Schoenflies (* 17. April 1853 in Landsberg an der Warthe, heute Gorzów, Polen; † 27. Mai 1928 in Frankfurt am Main) war Mathematiker und wurde bekannt durch seinen Beitrag zur Kristallographie.

## Leben
Arthur Schoenflies entstammte einer deutsch-jüdischen Familie. Sein Vater war Zigarrenfabrikant in Landsberg a. W., Arthur Schoenflies heiratete 1896 Emma Levin (1868–1939), deren Schwester, die Autorin Julie Levin (1866–1943), mit dem Kunsthistoriker Julius Elias verheiratet war. Emma und Arthur hatten fünf Kinder, von denen sein Sohn Albert, Landgerichtsrat in Königsberg (Preußen), 1944 im Holocaust in Auschwitz wie dessen Ehefrau ermordet wurde. Drei Töchter überlebten die Zeit des Nationalsozialismus: Hanna heiratete den Finanzwissenschaftler Ernst Kaemmel, Elisabeth den Direktor des Bunsengymnasiums in Heidelberg Erich Kaufmann-Bühler. Ihr Sohn Walter Kaufmann-Bühler leitete die Mathematikabteilung beim Julius Springer Verlag und war Biograph von Gauß. Die Tochter Eva von Arthur Schoenflies beging 1944 Suizid und liegt mit den Eltern in Frankfurt begraben.
Zu seiner Verwandtschaft gehören u. a. Walter Benjamin, Gertrud Kolmar und Gustav Hirschfeld (→ Familien Schoenflies und Hirschfeld).
Schoenflies studierte bei Ernst Eduard Kummer und Karl Weierstraß an der Universität Berlin von 1870 bis 1875. 1877 wurde er mit einer Dissertation über Synthetisch-geometrische Untersuchungen über Flächen zweiten Grades und eine aus ihnen abgeleitete Regelfläche promoviert. Anschließend unterrichtete er als Mathematiklehrer in Berlin. 1884 habilitierte er sich. 1891 wurde er auf den neu geschaffenen Lehrstuhl für Angewandte Mathematik in Göttingen berufen. 1899 wechselte er als Professor an die Universität Königsberg und wurde 1911 Professor an der Akademie für Sozial- und Handelswissenschaften in Frankfurt. Schoenflies beendete seine Karriere 1922 als Rektor der Universität Frankfurt, deren Mitgründer er war. Er war Mitglied der Leopoldina in Halle, der Bayerischen Akademie der Wissenschaften in München, Ehrenmitglied des Deutschen Wissenschafter-Verbands und einer der Gründungsväter der Deutschen Mathematiker-Vereinigung.
1891 wies Schoenflies aufgrund eines Hinweises von Felix Klein und zeitgleich mit Jewgraf Stepanowitsch Fjodorow nach, dass es gruppentheoretisch nicht mehr und nicht weniger als 230 Raumgruppen von Symmetrien der Kristallstrukturen gibt. Damit hatte er eine unerlässliche Grundlage für die Beschreibung der Mannigfaltigkeit von Kristallstrukturen geschaffen, vgl. Schoenflies-Symbolik.
Weitere wichtige Erkenntnisse betrafen die Analysis und die Mengenlehre Georg Cantors, die den Begriff der Erreichbarkeit und den Satz von Schoenflies prägen. Die Überlegungen von Schoenflies zur Mengenlehre und elementaren Topologie spielten in den Diskussionen seiner Zeit eine Rolle, wurden aber durch die Arbeiten von Luitzen Brouwer und Felix Hausdorff überholt. Schoenflies wirkte neben Walther Nernst an einem Standardwerk der damaligen Zeit maßgeblich mit, dem Lehrbuch zur Einführung von Naturwissenschaftlern und Ingenieuren in die mathematische Behandlung der Naturwissenschaften (Einführung in die mathematische Behandlung der Naturwissenschaft. 1895).
1922 war er Präsident der Deutschen Mathematiker-Vereinigung.

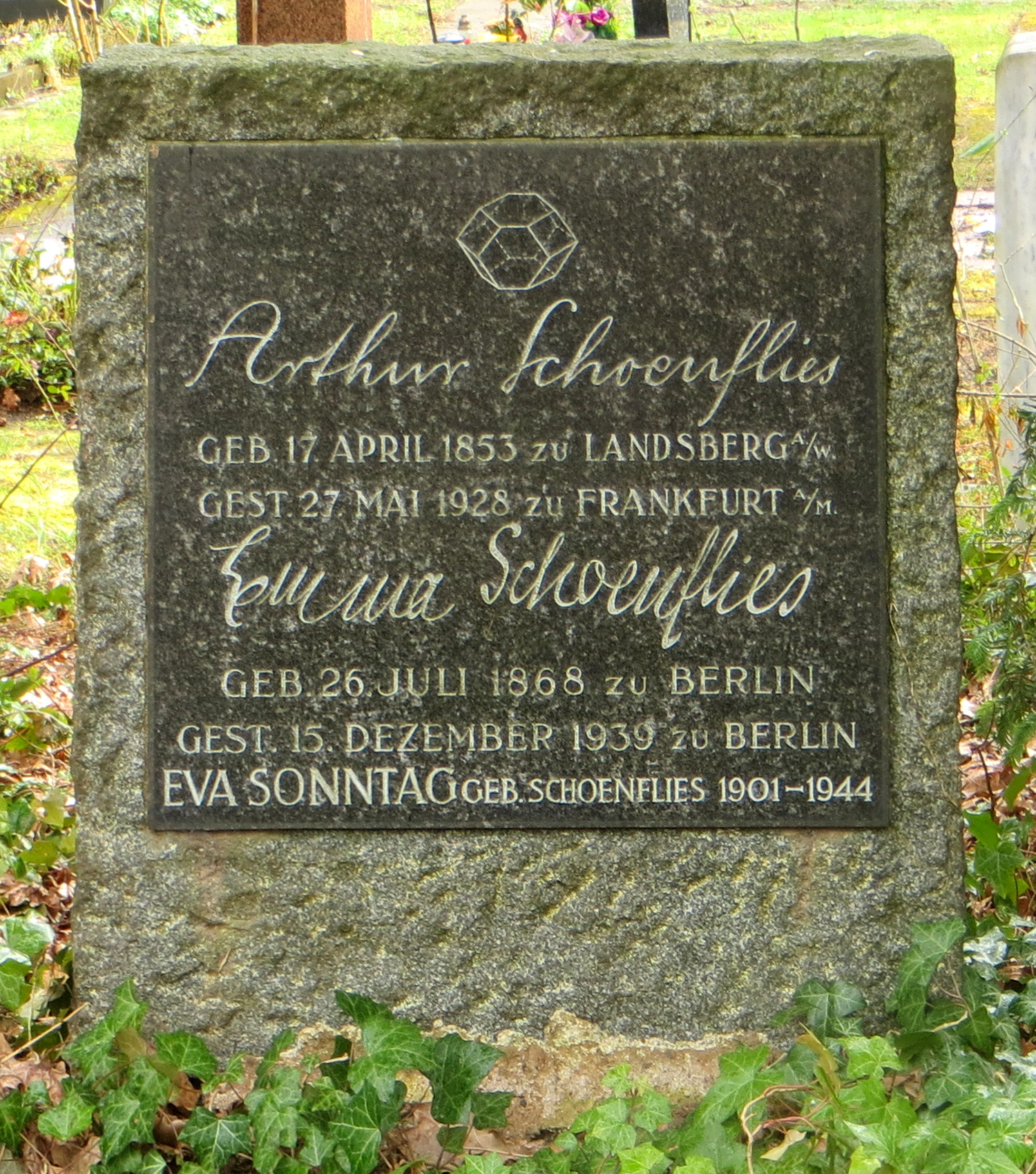
Grabmal von Arthur Schoenflies auf dem Frankfurter Hauptfriedhof

Auf seinem Grabstein findet sich die Abbildung eines Verlängerten Rhombendodekaeders, das in der Theorie der kristallographischen Raumgruppen eine Rolle spielt.

## Schriften (Auswahl)
- Einführung in die mathematische Behandlung der Naturwissenschaft. 1. Auflage, Dr. E. Wolff, 1895; 11. Auflage 1931 (zusammen mit Walther Nernst)
- Entwicklung der Mengenlehre und ihrer Anwendungen. Teubner, 1913 (zusammen mit Hans Hahn).
- Kristallsysteme und Kristallstruktur, Teubner 1891, Archive
- Theorie der Kristallstruktur. Ein Lehrbuch. Gebr. Borntraeger, 1923.
- Einführung in die Hauptgesetze der zeichnerischen Darstellungsmethoden, Teubner 1908, Projekt Gutenberg
- Artikel Mengenlehre (1898), Projektive Geometrie (1909), Kinematik (1902), Kristallographie (mit Theodor Liebisch, Otto Mügge), in Enzyklopädie der mathematischen Wissenschaften